# AMD-Radeon-500-Serie

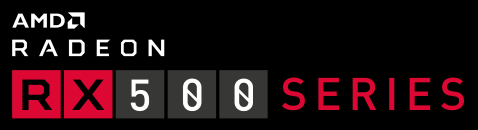
Logo der RX-500-Modelle

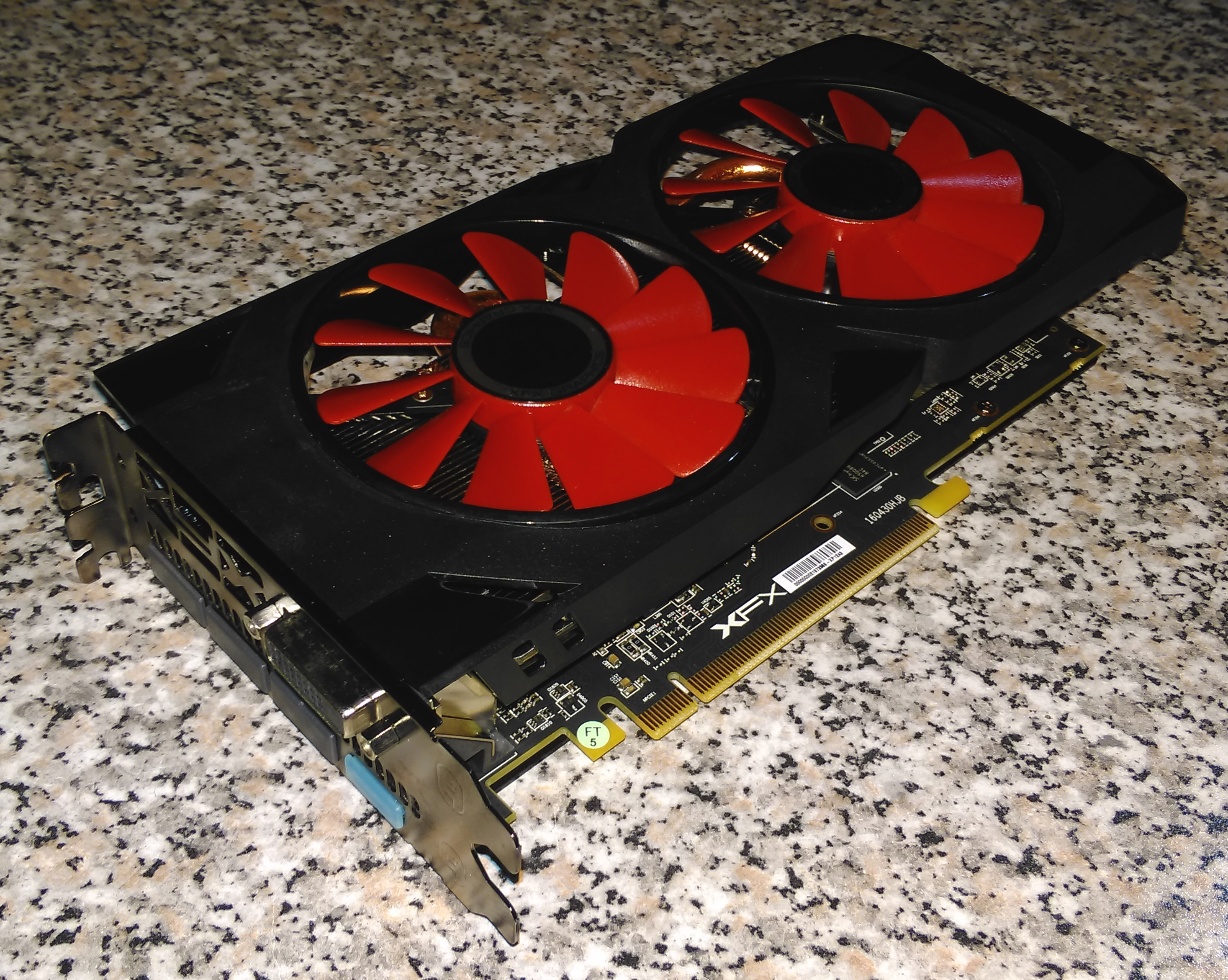
XFX AMD Radeon RX 570 RS 8GB XXX Edition

Die Radeon-500-Serie ist eine Serie von Grafikkarten der Firma AMD. Es handelt sich dabei um eine klassische Rebranding-Serie der Radeon-400-Serie.

## Beschreibung
Die Radeon RX 580 verwendet den neuen Polaris-20-Grafikchip, der dem Polaris-10-Grafikchip sehr ähnelt, welcher in der Radeon RX 480 zum ersten Mal verwendet wurde. Dadurch unterscheiden sich die beiden GPUs nur durch die erhöhte Taktrate, welche um ca. 100 MHz erhöht wurde. Die Radeon RX 580 wurde am 17. April 2017 von AMD vorgestellt und war die erste Grafikkarte der RX Serie, die kein offizielles Referenzdesign besitzt. Auch diese Grafikkarte sticht, wie die Radeon RX 480, mit ihrem niedrigen Preis von 259 Euro für die 8-GB- und von 225 Euro für die 4-GB-Variante heraus.
Auch die Radeon RX 570 ist eine Rebranding-Version der Radeon RX 470. Die Radeon RX 570 verwendet, genau wie das leistungsstärkere Modell Radeon RX 580, den neuen Polaris-20-Grafikchip. Der Polaris-20-Chip hat in der RX-570-Variante eine ungefähr 100 MHz niedrigere Taktrate als die Radeon RX 580, aber einen ungefähr 100 MHz höheren Takt als das Vorgängermodell Radeon RX 470. Sie ist in der 4-GB- und 8-GB-Variante erhältlich. Die Radeon RX 570 wurde ebenfalls am 17. April 2017 von AMD vorgestellt. Auch diese Grafikkarte sticht, wie auch ihr Vorgänger, mit dem verhältnismäßig niedrigen Preis von 199 Euro heraus.

## Namensgebung
Bei der Radeon-RX-500-Serie wurde das Namensschema der Vorgängerserie beibehalten. So werden alle Modelle mit AMD RX 5 und dann einer, nach Leistungskategorie ansteigenden, zweistelligen Endung bezeichnet. Dabei reichen diese zweistelligen Endungen von 20 bis 90, wobei die Radeon RX 520 die leistungsschwächste und die Radeon RX 590 die leistungsstärkste Grafikkarte der Radeon-RX-500-Serie ist.

## Datenübersicht

### Grafikprozessoren
| Grafik- chip    | Archi- tektur | Fertigung | Fertigung      | Fertigung   | Einheiten          | Einheiten | Einheiten           | Einheiten       | Einheiten       | Einheiten       | L2- Cache | API-Support | API-Support | API-Support | API-Support | Video- pro- zessor | Bus- Schnitt- stelle |
| Grafik- chip    | Archi- tektur | Pro- zess | Transi- storen | Die- Fläche | ROP- Parti. tionen | ROPs      | Unified-Shader      | Unified-Shader  | Textureinheiten | Textureinheiten | L2- Cache | DirectX     | OpenGL      | OpenCL      | Vulkan      | Video- pro- zessor | Bus- Schnitt- stelle |
| Grafik- chip    | Archi- tektur | Pro- zess | Transi- storen | Die- Fläche | ROP- Parti. tionen | ROPs      | Stream- prozessoren | Shader- Cluster | TAUs            | TMUs            | L2- Cache | DirectX     | OpenGL      | OpenCL      | Vulkan      | Video- pro- zessor | Bus- Schnitt- stelle |
| --------------- | ------------- | --------- | -------------- | ----------- | ------------------ | --------- | ------------------- | --------------- | --------------- | --------------- | --------- | ----------- | ----------- | ----------- | ----------- | ------------------ | -------------------- |
| Oland           | GCN 1         | 28 nm     | 1,04 Mrd.      | 090 mm²     | k. A.              | 08        | 0384                | 06              | 024             | 024             | k. A.     | 11.1        | 4.6+        | 1.2+        | 1.0         | UVD 3.1            | PCIe 3.0 x8          |
| Polaris 10 / 20 | GCN 4         | 14 nm     | 5,7 Mrd.       | 232 mm²     | k. A.              | 32        | 2304                | 36              | 144             | 144             | 2048 KB   | 12.0        | 4.6+        | 2.0+        | 1.1         | UVD 6.3            | PCIe 3.0 x16         |
| Polaris 11 / 21 | GCN 4         | 14 nm     | ≈3 Mrd.        | 146 mm²     | k. A.              | 16        | 1024                | 16              | 064             | 064             | 1024 KB   | 12.0        | 4.6+        | 2.0+        | 1.1         | UVD 6.3            | PCIe 3.0 x8          |
| Polaris 12      | GCN 4         | 14 nm     | k. A.          | 101 mm²     | k. A.              | 16        | 0640                | 10              | 040             | 040             | k. A.     | 12.0        | 4.6+        | 2.0+        | 1.1         | UVD 6.3            | PCIe 3.0 x8          |
| Polaris 30      | GCN 4         | 12 nm     | 5,7 Mrd.       | 232 mm²     | k. A.              | 32        | 2304                | 36              | 144             | 144             | 2048 KB   | 12.0        | 4.6+        | 2.0+        | 1.1         | UVD 6.3            | PCIe 3.0 x16         |

### Desktop-Modelldaten
| Modell         | Offizieller Launch | Grafikprozessor (GPU) | Grafikprozessor (GPU) | Grafikprozessor (GPU) | Grafikprozessor (GPU) | Grafikprozessor (GPU) | Grafikprozessor (GPU) | Grafikprozessor (GPU) | Grafikspeicher  | Grafikspeicher | Grafikspeicher      | Leistungsdaten             | Leistungsdaten             | Leistungsdaten             | Leistungsdaten             | Leistungsdaten       | Leistungsaufnahme | Leistungsaufnahme | Leistungsaufnahme |
| Modell         | Offizieller Launch | Grafikchip (Codename) | Aktive Einheiten      | Aktive Einheiten      | Aktive Einheiten      | Aktive Einheiten      | Chiptakt              | Chiptakt              | Speicher- größe | Speicher- takt | Speicher- interface | Rechenleistung (in GFlops) | Rechenleistung (in GFlops) | Pixel- füllrate (GPixel/s) | Texel- füllrate (GTexel/s) | Speicher- bandbreite | TBP               | Messwerte         | Messwerte         |
| Modell         | Offizieller Launch | Grafikchip (Codename) | ROPs                  | Shader- Cluster       | ALUs                  | Textur- einheiten     | Standard              | Boost                 | Speicher- größe | Speicher- takt | Speicher- interface | SP (MAD)                   | DP (FMA)                   | Pixel- füllrate (GPixel/s) | Texel- füllrate (GTexel/s) | Speicher- bandbreite | TBP               | Idle              | 3D- Last          |
| -------------- | ------------------ | --------------------- | --------------------- | --------------------- | --------------------- | --------------------- | --------------------- | --------------------- | --------------- | -------------- | ------------------- | -------------------------- | -------------------------- | -------------------------- | -------------------------- | -------------------- | ----------------- | ----------------- | ----------------- |
| Radeon 520     | 18. Apr. 2017      | Oland                 | 04                    | 05                    | 0320                  | 020                   | k. A.                 | 1030 MHz              | 2 GB GDDR5      | 4,5 GHz        | 064 Bit             | 0660                       | k. A.                      | 04,1                       | 020,6                      | 048 GB/s             | k. A.             | k. A.             | k. A.             |
| Radeon 530     | 18. Apr. 2017      | Oland                 | 08                    | 05                    | 0320                  | 020                   | k. A.                 | 1024 MHz              | 2 GB DDR3G      | k. A.          | 064 Bit             | 0655                       | k. A.                      | 08,2                       | 020,5                      | k. A.                | k. A.             | k. A.             | k. A.             |
| Radeon 530     | 18. Apr. 2017      | Oland                 | 08                    | 06                    | 0384                  | 024                   | k. A.                 | 1024 MHz              | 2 GB GDDR5      | 4,5 GHz        | 064 Bit             | 0786                       | k. A.                      | 08,2                       | 024,6                      | 048 GB/s             | k. A.             | k. A.             | k. A.             |
| Radeon 550     | 03. Apr. 2018      | Polaris 12            | 16                    | 08                    | 0512                  | 032                   | k. A.                 | 1287 MHz              | 2 GB GDDR5      | 7 GHz          | 064 Bit             |                            |                            |                            |                            | 056 GB/s             | 50 W              | k. A.             | k. A.             |
| Radeon RX 540  | 18. Apr. 2017      | Polaris 12            | 16                    | 08                    | 0512                  | 032                   | k. A.                 | 1219 MHz              | 2–4 GB GDDR5    | 6 GHz          | 128 Bit             | 1248                       | 78                         | 19,5                       | 039,0                      | 096 GB/s             | k. A.             | k. A.             | k. A.             |
| Radeon RX 540X | 03. Apr. 2017      | Polaris 12            | 16                    | 08                    | 0512                  | 032                   | k. A.                 | 1219 MHz              | 2–4 GB GDDR5    | 6 GHz          | 128 Bit             | 1248                       | 78                         | 19,5                       | 039,0                      | 096 GB/s             | k. A.             | k. A.             | k. A.             |
| Radeon RX 550  | 18. Apr. 2017      | Polaris 12            | 16                    | 10                    | 0640                  | 040                   | k. A.                 | 1287 MHz              | 2–4 GB GDDR5    | 6 GHz          | 128 Bit             | 1647                       | 103                        | 20,6                       | 051,5                      | 096 GB/s             | k. A.             | k. A.             | k. A.             |
| Radeon RX 550  | 18. Apr. 2017      | Polaris 12            | 16                    | 08                    | 0512                  | 032                   | 1100 MHz              | 1183 MHz              | 2–4 GB GDDR5    | 7 GHz          | 128 Bit             | 1211                       | 76                         | 18,9                       | 037,9                      | 112 GB/s             | 050 W             | k. A.             | k. A.             |
| Radeon RX 550X | 03. Apr. 2017      | Polaris 12            | 16                    | 10                    | 0640                  | 040                   | k. A.                 | 1287 MHz              | 2–4 GB GDDR5    | 6 GHz          | 128 Bit             | 1647                       | 103                        | 20,6                       | 051,5                      | 096 GB/s             | k. A.             | k. A.             | k. A.             |
| Radeon RX 550X | 03. Apr. 2017      | Polaris 12            | 16                    | 08                    | 0512                  | 032                   | 1100 MHz              | 1183 MHz              | 2–4 GB GDDR5    | 7 GHz          | 128 Bit             | 1211                       | 76                         | 18,9                       | 037,9                      | 112 GB/s             | 050 W             | k. A.             | k. A.             |
| Radeon RX 560  | 04. Jul. 2017      | Polaris 11 Polaris 21 | 16                    | 14                    | 0896                  | 056                   | 1090 MHz              | 1175 MHz              | 2–4 GB GDDR5    | 7 GHz          | 128 Bit             | 2106                       | 132                        | 18,8                       | 065,8                      | 112 GB/s             | 060 W             | k. A.             | k. A.             |
| Radeon RX 560  | 18. Apr. 2017      | Polaris 11 Polaris 21 | 16                    | 16                    | 1024                  | 064                   | 1175 MHz              | 1275 MHz              | 2–4 GB GDDR5    | 7 GHz          | 128 Bit             | 2611                       | 163                        | 20,4                       | 081,6                      | 112 GB/s             | 080 W             | k. A.             | k. A.             |
| Radeon RX 560X | 03. Apr. 2018      | Polaris 11 Polaris 21 | 16                    | 14                    | 0896                  | 056                   | 1090 MHz              | 1175 MHz              | 2–4 GB GDDR5    | 7 GHz          | 128 Bit             | 2106                       | 132                        | 18,8                       | 065,8                      | 112 GB/s             | 060 W             | k. A.             | k. A.             |
| Radeon RX 560X | 03. Apr. 2018      | Polaris 11 Polaris 21 | 16                    | 16                    | 1024                  | 064                   | 1175 MHz              | 1275 MHz              | 2–4 GB GDDR5    | 7 GHz          | 128 Bit             | 2611                       | 163                        | 20,4                       | 081,6                      | 112 GB/s             | 080 W             | k. A.             | k. A.             |
| Radeon RX 570  | 18. Apr. 2017      | Polaris 20 XL         | 32                    | 32                    | 2048                  | 128                   | 1168 MHz              | 1244 MHz              | 4–8 GB GDDR5    | 7 GHz          | 256 Bit             | 5095                       | 319                        | 39,8                       | 159,2                      | 224 GB/s             | 150 W             | k. A.             | k. A.             |
| Radeon RX 570X | 03. Apr. 2018      | Polaris 20 XL         | 32                    | 32                    | 2048                  | 128                   | 1168 MHz              | 1244 MHz              | 4–8 GB GDDR5    | 7 GHz          | 256 Bit             | 5095                       | 319                        | 39,8                       | 159,2                      | 224 GB/s             | 150 W             | k. A.             | k. A.             |
| Radeon RX 580  | 18. Apr. 2017      | Polaris 20 XT         | 32                    | 36                    | 2304                  | 144                   | 1257 MHz              | 1340 MHz              | 4–8 GB GDDR5    | 8 GHz          | 256 Bit             | 6175                       | 386                        | 42,9                       | 193,0                      | 256 GB/s             | 185 W             | k. A.             | k. A.             |
| Radeon RX 580X | 03. Apr. 2018      | Polaris 20 XT         | 32                    | 36                    | 2304                  | 144                   | 1257 MHz              | 1340 MHz              | 4–8 GB GDDR5    | 8 GHz          | 256 Bit             | 6175                       | 386                        | 42,9                       | 193,0                      | 256 GB/s             | 185 W             | k. A.             | k. A.             |
| Radeon RX 590  | 15. Nov. 2018      | Polaris 30            | 32                    | 36                    | 2304                  | 144                   | 1469 MHz              | 1545 MHz              | 8 GB GDDR5      | 8 GHz          | 256 Bit             | 7119                       | 445                        | 49,4                       | 222,5                      | 256 GB/s             | 225 W             | k. A.             | k. A.             |

Anmerkung: Die Modelle RX 540X, 550X, 560X, 570X und 580X sind Laptop-Modelle.